# Sylvie Imbert
Sylvie Imbert és una maquilladora de cinema francesa establerta a Espanya, guanyadora de tres Goya al millor maquillatge i perruqueria. No va poder estudiar cinematografia perquè els seus pares no la van deixar anar a estudiar a París. Es va establir a Espanya durant la dècada del 1980 i va començar treballant com a traductora a les pel·lícules estatunidenques que es feien a Espanya. Va començar treballant a Malena es un nombre de tango (1996) i Abre los ojos (1997), amb la que fou nominada per primer cop als premis Goya. Fou nominada novament el 2009 pel seu treball a Los girasoles ciegos El 2012 va obtenir per fi el Goya al millor maquillatge i perruqueria per Blancaneu de Pablo Berger i fou nominat per El artista y la modelo de Fernando Trueba. Tornaria a guanyar el Goya el 2015 per Ningú no vol la nit d'Isabel Coixet i el 2019 el tornaria a guanyar per The Man Who Killed Don Quixote de Terry Gillian. El 2017 fou guardonada amb el Premi Ricardo Franco del Festival de Màlaga.
A més ha treballat en el make up d'altres llargmetratges com El principio de Arquímedes (2004), La piel que habito (2011), Palmeras en la nieve (2015) i La llamada (2017), així com el d'algunes sèries de televisió com Buscando el norte (2016), Paquita Salas (2018) i Criminal: España per a Netflix.